# Michał Stępień
Michał Stępień (ur. 31 stycznia 1987 w Nowej Soli) – polski siatkarz, grający na pozycji środkowego. 

## Sukcesy klubowe
Mistrzostwa Polski Kadetów:
- 2004

Mistrzostwa Polski Juniorów:
- 2005

Mistrzostwo Polski:
- 2007

Mistrzostwo I ligi:
- 2011